# 普纳凯基

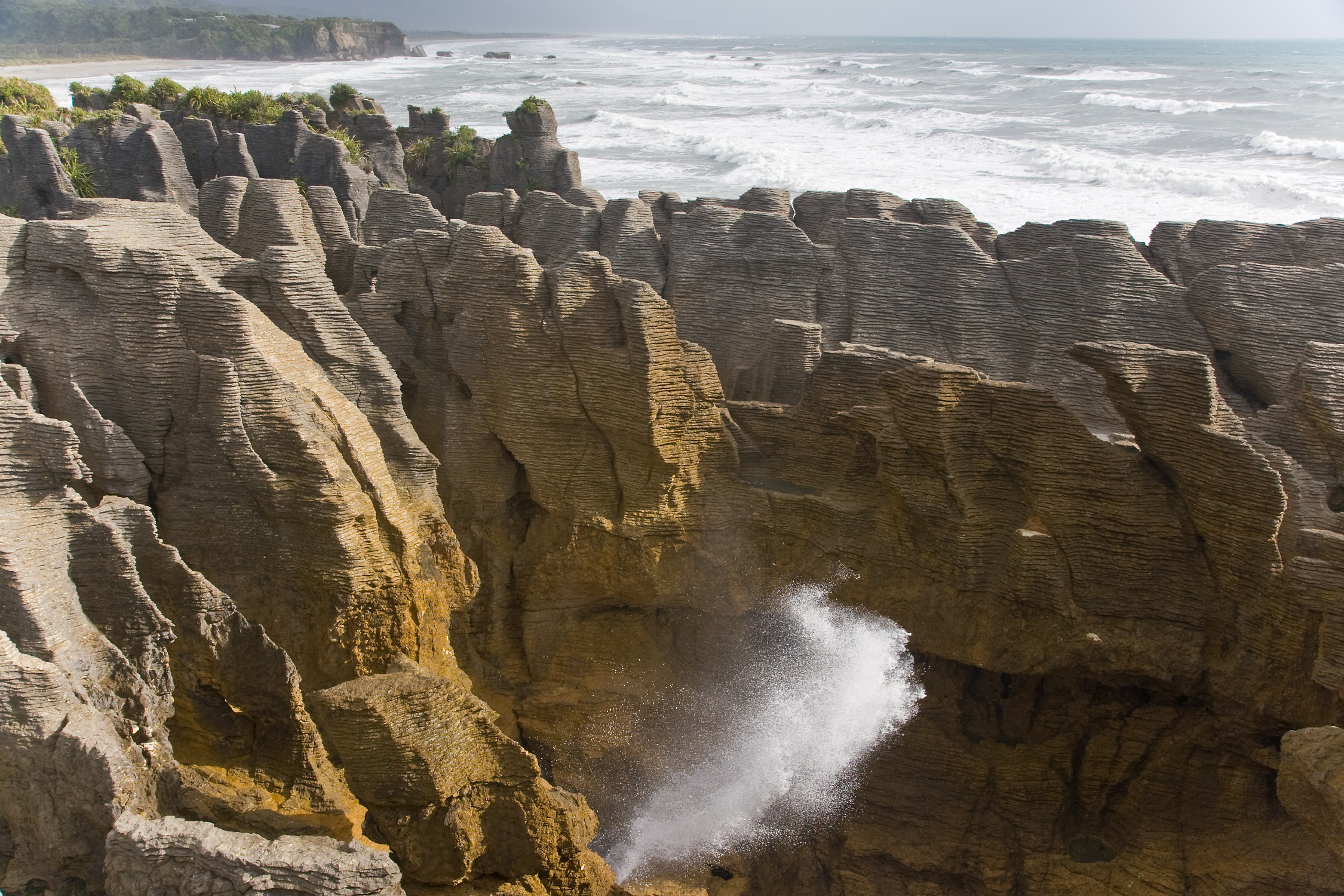
普纳凯基的千层石岩，拍摄于涨潮前一小时

普纳凯基（Punakaiki）是新西兰南岛西岸的一个小社区，位于帕帕罗瓦国家公园（Paparoa National Park）边上。
千层石岩（Pancake Rocks）位于村庄南面，是颇受游客欢迎的游览区。千层石岩是一个严重侵蚀的石灰岩地区，在涨潮时分海水通过大量垂直的喷水孔爆发。潮水和石岩一起形成了该地区主要的观光特色。
如今，千层石岩景区已经建造了很多数量的步行小道供游客近距离游览，其中部分可以使用轮椅，另有一些修建成楼梯可以到达下面的岩石。西岸的唯一一条公路——6号公路经过普纳凯基。